# فرودگاه چاپلاو
فرودگاه چاپلاو (به انگلیسی: Chapleau Airport) یک فرودگاه همگانی با کد یاتا YLD است که یک باند فرود آسفالت دارد و طول باند آن ۱۵۲۵ متر است. این فرودگاه در کشور کانادا قرار دارد و در ارتفاع ۴۴۸ متری از سطح دریا واقع شده‌است.